# مالا بییانیتسا
مالا بییانیتسا (به صربی: Mala Biljanica) یک منطقهٔ مسکونی در صربستان است که در لسکواس واقع شده‌است. مالا بییانیتسا ۲۰۷ نفر جمعیت دارد.